# Alcedo de Alba
Alcedo de Alba es una localidad española, perteneciente al municipio de La Robla, en la provincia de León y la comarca de la Montaña Central, en la Comunidad Autónoma de Castilla y León.
Cuenta con la Iglesia Parroquial de Santa Eugenia. Y  con una Moral milenaria, icono de los aledanos.
Se encuentra situada bajo La Peña  del Asno.
Situado sobre el arroyo de Alcedo, afluente del río Bernesga.
Los terrenos de Alcedo de Alba limitan con los de Santa Lucía de Gordón al norte, Llombera y Orzonaga al noreste, Robledo de Fenar, Solana de Fenar y Candanedo de Fenar al este, Rabanal de Fenar y Brugos de Fenar al sureste, La Robla al suroeste, Llanos de Alba al oeste y Puente de Alba al noroeste.
Perteneció al antiguo Concejo de Alba.